# Spiclypeus
Spiclypeus („štít s bodci“) byl rod býložravého ceratopsidního dinosaura, který žil v období geologického stupně svrchní křídy kampánu asi před 76 až 75 milióny let. Fosilie tohoto dinosaura byly objeveny v centrální Montaně (USA), v sedimentech souvrství Judith River. Byl objeven komerčními sběrateli na pozemku bývalého jaderného fyzika Billa D. Shippa v roce 2005.

## Popis
Tento rohatý dinosaurus měl lebeční límec zdoben výraznými růžky, čemuž také vděčí za své rodové jméno. Dosahoval délky kolem 5 až 6 metrů a hmotnosti asi 3 tuny. Typový druh S. shipporum byl popsán paleontologem Jordanem Mallonem a jeho kolegy v roce 2016. Blízce příbuznými rody jsou Pentaceratops, Kosmoceratops a Vagaceratops.

## Infekce
Výzkum odhalil stopy infekce v lebečním límci a levé přední končetině dinosaura. Rozsah zasažené tkáně svědčí o tom, že dinosaurus musel trpět bolestí a sníženou pohyblivostí nejméně několik let. Přesto se dožil věku přinejmenším deseti let, jak ukázala histologie fosilních kostí.